# Promenadedal
Het Promenadedal is een dal in Nationaal park Noordoost-Groenland in het oosten van Groenland.
Het dal dankt haar naam aan het terrein dat - als een promenade - goed te belopen is.

## Geografie
Het dal is grotendeels west-oost georiënteerd en bestaat uit twee delen. Het oostelijke deel is ongeveer 20 kilometer lang en bevat een oostwaarts stromende gletsjerrivier die uitmondt in de Godthåbgolf. Het westelijke deel loopt af richting het zuidwesten en komt uit bij het Waltershausengletsjer vlak voordat deze uitmondt in het Nordfjord.
De Vibekegletsjer, de Irisgletsjer en de Wordiegletsjer wateren via dit dal af.
Ten zuiden van het dal ligt Hudsonland. Ten noordwesten van het oostelijke deel van het dal ligt Stenoland en ten noordwesten van het westelijke deel ligt Ole Rømerland.